# Hydrocenidae
Hydrocenidae är en familj av snäckor. Hydrocenidae ingår i överfamiljen Hydrocenoidea, ordningen Archaeogastropoda, klassen snäckor, fylumet blötdjur och riket djur. Enligt Catalogue of Life omfattar familjen Hydrocenidae 2 arter.
Hydrocenidae är enda familjen i överfamiljen Hydrocenoidea.
Kladogram enligt Catalogue of Life:
| Hydrocenidae | \| \| Georissa \| \| \| \| \| \| Hydrocena \| \| \| \| |
|              | \| \| Georissa \| \| \| \| \| \| Hydrocena \| \| \| \| |
|              | Georissa                                               |
|              |                                                        |
|              | Hydrocena                                              |
|              |                                                        |